# USS Missouri (SSN-780)
O USS Missouri é um submarino nuclear de ataque operado pela Marinha dos Estados Unidos e a sétima embarcação da Classe Virginia. Sua construção começou em setembro de 2008 nos estaleiros da General Dynamics Electric Boat em Connecticut e foi lançado ao mar em novembro de 2009, sendo comissionado na frota norte-americana em julho do ano seguinte. É armado com doze lançadores verticais de mísseis e quatro tubos de torpedo de 533 milímetros, tem um deslocamento de quase oito mil toneladas e alcança uma velocidade máxima de 32 nós submerso.